# Kurt Asendorf
Kurt Asendorf (* 9. Juli 1923 in Beppen; † 4. April 1999 in Verden) war ein deutscher Autor und Heimatforscher, der viele Jahre in Beppen (Thedinghausen, Niedersachsen) gelebt und gearbeitet hat. Seine Grabstelle befindet sich auf dem Friedhof in Lunsen. Sein Nachlass wird im Kreisarchiv Verden aufbewahrt.

## Werke (Auswahl)
- Beppen im Spiegel der Sippen. 1968
- Persönlichkeiten, Begebenheiten. Beiträge zur Heimatgeschichte Verden, Thedinghausen, Hoya. 1969
- Die Kirchen in unserer Heimat. Band 2: Beiträge zur Heimatgeschichte Hoya, Syke, Achim, Verden, Thedinghausen, Diepholz, Nienburg, Bremen. Kreiszeitung Hoya, Syke 1974
- Ein Gedächtnis für die beiden Heimatdichter J. H. Wördemann, Wagenfeld, 1851–1923, H.W. Pleuss, Bassum, 1873-1945. In: Heimatblätter des Landkreises Diepholz. Band 6, 1980, S. 15–22
- In memoriam Marcus Lehmann (1831–1890). Publizist, Historiker, Romancier, Rabbiner. Thedinghausen [Selbstverlag] 1985[2]
- Heimatbuch Morsum. Morsum in der Samtgemeinde Thedinghausen, Landkreis Verden/Aller. Unseren Vorfahren zum Gedächtnis – unseren Nachfahren zum Vermächtnis. Hrsg.: Gemeinde Morsum; MBO Druck & Verlag GmbH, Weyhe-Jeebel 1986, ISBN 3-925743-02-2
- Die vergessenen Juden aus dem alten Amte Thedinghausen. Bremen/Thedinghausen 1991
- Die Liquidation des Jüdischen Friedhofes in Thedinghausen. Dokumentation aus den Jahren 1940–1943. Beppen o. J. (1992) (Hektographierte Zugabe zur Schrift „Die vergessenen Juden …“)
- Profile aus Niedersachsen. Klatte, Hoya/Weser o. J.[3][4]